# Apostolos (Metropolit)
Apostolos (* 1924 in Almyros, Volos, Griechenland; † 27. September 2009 in Thessaloniki; eigentlich Apostolos Papakonstantinou) war Metropolit der autokephalen orthodoxen Kirche von Griechenland und Metropolit von Poliana und Kilkis und Exarch von Makedonien.

## Leben
Apostolos schloss 1948 sein Studium der Orthodoxen Theologie an der Theologischen Fakultät der Universität Athen ab. Er wurde im Jahr 1950 zum Diakon geweiht und empfing 1954 die Priesterweihe. Er war als Priester in Kozani tätig.
Am 7. Juni 1967 wurde er durch die Heilige Synode der Kirche von Griechenland zum Orthodoxen Bischof ernannt und zum Metropolit von Zakynthos gewählt. 1991 wurde er Metropolit von Poliana und Kilkis und Exarch von Mazedonien.